# 1110
Năm 1110 trong lịch Julius.